# Duits-Hannoveraanse Partij
De Duits-Hannoveraanse Partij (Duits: Deutsch-Hannoversche Partei) was een conservatief-federalistische politieke partij in Duitsland die actief was in de periode 1869-1933 en van 1945-1962.

## Oprichting
De Duits-Hannoveraanse Partij (DHP) werd in 1869 door Hannoveranen opgericht uit protest tegen de annexatie van het koninkrijk Hannover in 1866 en de toe-eigening van het Welfenfonds (privévermogen van ex-koning George V van Hannover) door de Pruisische regering in 1868. De DHP streefde naar het herstel van onafhankelijkheid van Hannover onder het Welfische koningshuis. De partij werd daarom ook wel de Welfenpartij (Welfenpartei) genoemd. De conservatief-Lutherse DHP was sterk anti-Pruisisch en was vooral actief in Oost-Hannover. Onder haar leden trof men in de beginjaren veel edelen aan en ambtenaren die voorheen belangrijke posten bekleedden binnen het vroegere koninkrijk.

## De DHP tijdens hetDuitse Keizerrijk
Na de stichting van het Duitse Keizerrijk onder leiding van Pruisen in 1871 werd de DHP in Duits-nationalistische kringen als onvaderlandslievend gezien. De DHP besloot toen samen te werken met de rooms-katholieke Centrumpartij (Zentrumspartei), een partij die eveneens door de Duitse nationalisten met argwaan werd bekeken. Rijksdagafgevaardigde Ludwig Brüel, goed bevriend met Centrumleider Ludwig Windthorst, was in 1892 betrokken bij de onderhandelingen over de teruggave van het Welfenfonds. Partijvoorzitter van de DHP was van 1890 tot 1898 Georg von der Decken-Ringelheim (1836-1898), die van 1890 tot 1898 tevens lid van de Rijksdag was.
Bij de Rijksdagverkiezingen van 1884 en van 1890 boekte de DHP haar grootste overwinningen. Bij beide verkiezingen behaalde de DHP 11 zetels. Het jaar 1907 was een historisch dieptepunt in de electorale geschiedenis van de partij tijdens het keizerrijk, toen behaalde de DHP bij de Rijksdagverkiezingen van dat jaar maar 1 zetel. Bij de laatste Rijksdagverkiezingen tijdens het keizerrijk, in 1912, herstelde de DHP zich enigszins en verkreeg de partij 5 zetels.

## De DHP tijdens deWeimarrepubliek
Tijdens de Weimarrepubliek hoopte de DHP dat in ieder geval autonomie van Hannover kon worden bereikt. In 1924 vond een volksstemming plaats in de provincie Hannover om over de toekomst van Hannover te beslissen. Onder druk van staatsbeambten en de pers stemden de bevolking in Hannover tegen autonomie. 
Bij de Rijksdagverkiezingen van 1919 verkreeg de DHP maar 1 zetel. Bij de Rijksdagverkiezingen van 1920 verkreeg de partij echter 5 zetels. De rest van het jaren 20 wist de DHP zich te handhaven. Bij de Rijksdagverkiezingen van juli 1932 verloor de partij haar zetels in de Rijksdag. Bij de verkiezingen later dat jaar won de DHP een zetel, om deze vervolgens in 1933 weer te verliezen.
Tijdens de Kapp-putsch (1920), toen de situatie in Pruisen chaotisch was, probeerde de secretaris-generaal van de DHP, Otto von Berger, met steun van politici van andere partijen, een voorlopige regering voor Hannover te vormen. Later ontkenden von Berger en zijn aanhangers dat zij van plan waren Hannover van Pruisen los te weken.
In de loop van de jaren 20 sloten een aantal DHP-afgevaardigden zich bij andere partijen - w.o. de NSDAP - aan. Landdagafgevaardigde Wilhelm Borgmann sloot zich bij de Centrumpartij aan.
In 1933 hief de DHP zichzelf op. Dit om een verbod door de nazi-regering voor te zijn.
Een aantal voormalige DHP'ers (w.o. Ludwig Alpers, Heinrich Langwost en Heinrich Hellwege) waren betrokken bij de oprichting van de anti-nazistische Nedersaksische Vrijheidsbeweging (Niedersächsische Freiheitsbewegung).

## De DHP tijdens deBondsrepubliek Duitsland
In 1945 werd de Nedersaksische Landspartij (Niedersächsische Landespartei) als opvolger van de DHP opgericht. In 1947 ging deze partij op in de Duitse Partij (Deutsche Partei). De NSLP en, vanaf 1947, de DP waren belangrijke partijen in de eerste jaren na de Tweede Wereldoorlog in de deelstaat Nedersaksen (omvattende het voormalige koninkrijk Hannover). 
In 1953 scheidden een aantal DP'ers zich van die partij af en richtten de DHP opnieuw op. Volgens de oprichters was de nieuwe DHP de opvolger van de historische DHP. De partij boekte echter geen verkiezingssucces (0,3% van de stemmen bij de landdagverkiezingen in Nedersaksen van 1955). In 1957 vormde de DHP samen met de Centrumpartij de Federalistische Unie (Föderalistische Union). Hermann Predöhl van de DHP werd in het bestuur van de Federalistische Unie gekozen. In 1962 ging de DHP weer op in de DP.

## Partijprominenten
- Ludwig Alpers (1866-1959), lid Nationale Vergadering van Weimar (1919), lid Rijksdag 1912-1918, 1920-1924, 1925-1930)
- Otto von Berger, secretaris-generaal DHP
- Carl Iwan Bodo Freiherr von Hodenberg (1926-1907), minister-resident Hannover in Den Haag, laatste minister van Godsdienst van het koninkrijk Hannover
- Ludwig Brüel (1818-1896), lid Pruisisch Huis van Afgevaardigden (1870-), lid Rijksdag (1875-)
- Georg von der Decken-Ringelheim (1836-1898), Partijvoorzitter en Rijksdagafgevaardigde (1890-1898)
- Heinrich Hellwege (1908-1991), (als CDU-lid:) bondsminister voor Bondsraadsaangelegenheden (1949-1955), minister-president van Nedersaksen (1955-1959)
- Heinrich Langwost (1874-1944), lid democratische vleugel DHP, lid stadsparlement van 1929-1933, lid Rijksdag
- Arthur Menge (1884-1965), Oberbürgermeister van Hannover 1925-1937
- Wilhelm Mohrbotter (1875-1943), Pruisisch landdagafgevaardigde

## Verkiezingsuitslagen (federaal)
- Als zelfstandige partij

| Jaar        | zetels |
| ----------- | ------ |
| 1871        | 9      |
| 1874        | 4      |
| 1877        | 10     |
| 1878        | 4      |
| 1881        | 10     |
| 1884        | 11     |
| 1887        | 4      |
| 1890        | 11     |
| 1893        | 7      |
| 1898        | 9      |
| 1903        | 6      |
| 1907        | 1      |
| 1912        | 5      |
| 1919        | 1      |
| 1920        | 5      |
| 1924 (mei)  | 5      |
| 1924 (dec.) | 4      |
| 1928        | 4      |
| 1930        | 3      |
| 1932 (juli) | 0      |
| 1932 (nov.) | 1      |
| 1933        | 0      |